# 手越川
手越川（てこしがわ）は、愛知県豊明市および愛知県名古屋市緑区を流れる天白川水系の二級河川。

## 地理
愛知県豊明市栄町武侍の名古屋短期大学北東方住宅地に源を発し、名古屋市緑区境松1丁目からほぼ旧東海道に沿う形で途中いくつかの支流を集めながら緑区有松、鳴海町鎌研、左京山/四本木・曽根を流れて、鳴海駅付近の鳴海町下中で北にほぼ平行して流れる扇川に合流する。現在名鉄名古屋本線と国道1号がほぼ川ぞいに走っている。
戦国時代にはこの川沿いには整備された道がなく、扇川との合流点近くは干潟で中島と呼ばれていた。さかのぼると現在の有松の東で深い狭間状の谷になっており、1560年の桶狭間の戦いで織田信長が桶狭間山の今川義元の陣に進んだルートとして有名になった（信長が有松付近まで、この川の北方約1キロメートルの扇川から有松北方の丘を超えて、有松の狭間に入ったという説＝迂回説と、最初から手越川沿いに進んできたという説＝正面攻撃説の2説がある）。
この川の両岸の埋め立てが始まったのは長篠の戦い以後であり、有松・鳴海の宿が完成したのは、江戸時代になってからである。
戦前は水が綺麗で、上流の染色工場では余分な生地の染料をこの川で洗い落としていた。川の色が染料の藍の色に染まったことから、上流は藍染川とも呼ばれた。現在も一部ではこの名称が使用され、藍染川は日本遺産にも登録されている。

## 流域の自治体
愛知県
豊明市、名古屋市緑区

## 橋梁
- （暗渠） - 国道1号：大将ヶ根交差点部分、すぐ上流は狭く深い掘込河道
- 松野根橋 - 愛知県道222号緑瑞穂線
- 太子橋 - 名古屋市道鳴海町第400号線
- 有松3号橋 - 名古屋市道鳴海町第401号線（人道橋）
- 有染橋 - 名古屋市道鳴海町第400号線
- （暗渠） - 愛知県道237号新田名古屋線・名古屋市道有松駅前第1号線：以降二級河川
- 名鉄名古屋本線
- 虹橋 - 有松天満社の参道
- （高架橋） - 国道302号・名古屋第二環状自動車道
- 鎌研橋 - 愛知県道222号緑瑞穂線：木橋風の造りと塗装
- 手越人道橋 - 名古屋市道鳴海手越第1号線
- 鎌研人道橋
- 手越橋 - 名古屋市道鳴海町第200号線
- 名鉄自動車整備専用橋
- 鴻ノ巣橋 - 名古屋市道鳴子団地大高線
- 平部橋 - 名古屋市道手越川右岸第2号線
- 緒川橋 - 名古屋市道平部第1号線
- 平部中橋（人道橋）
- 車路橋 - 名古屋市道下中第1号線
- 下中橋 - 扇川左岸側道

## ギャラリー

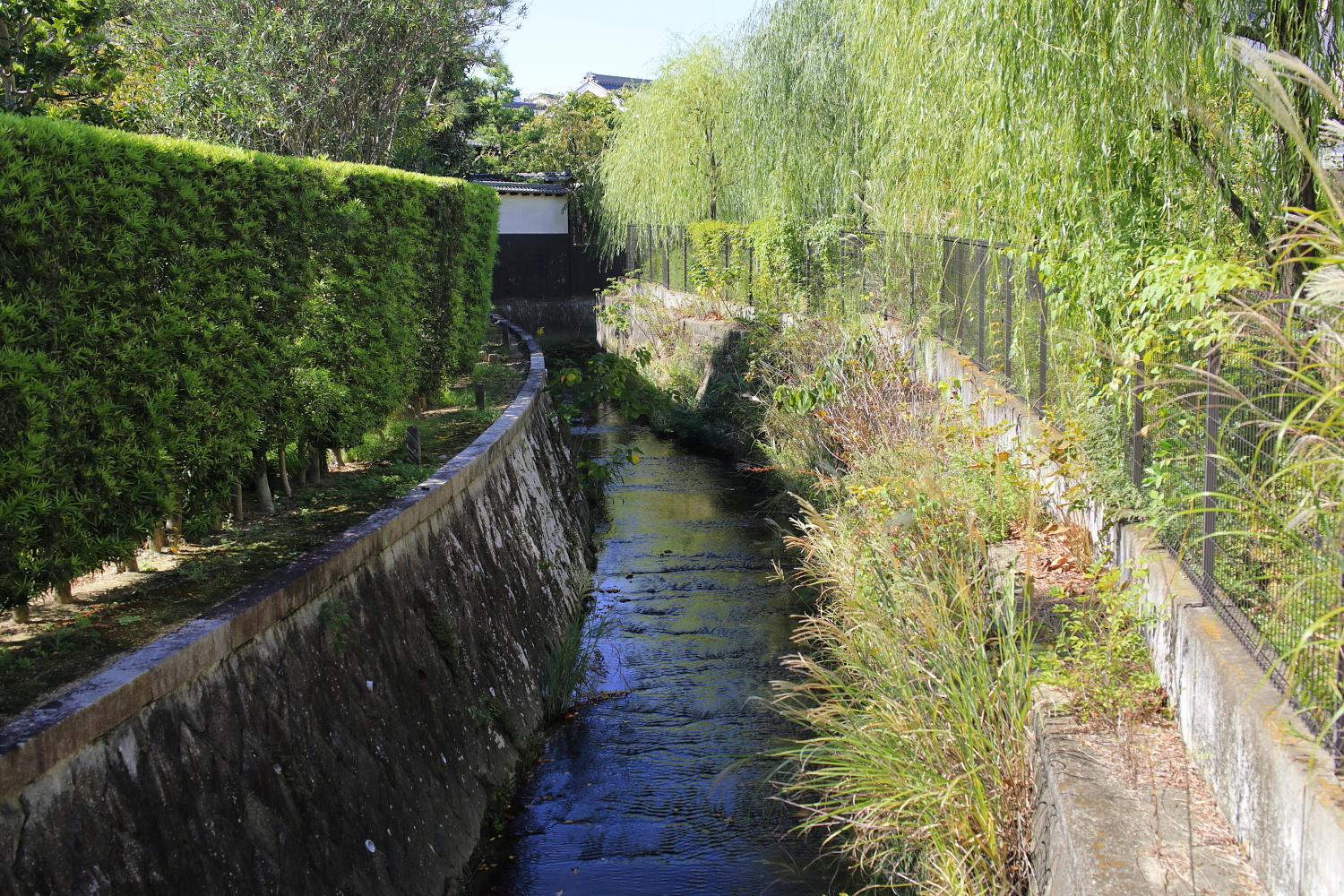
中流 （2020年10月）
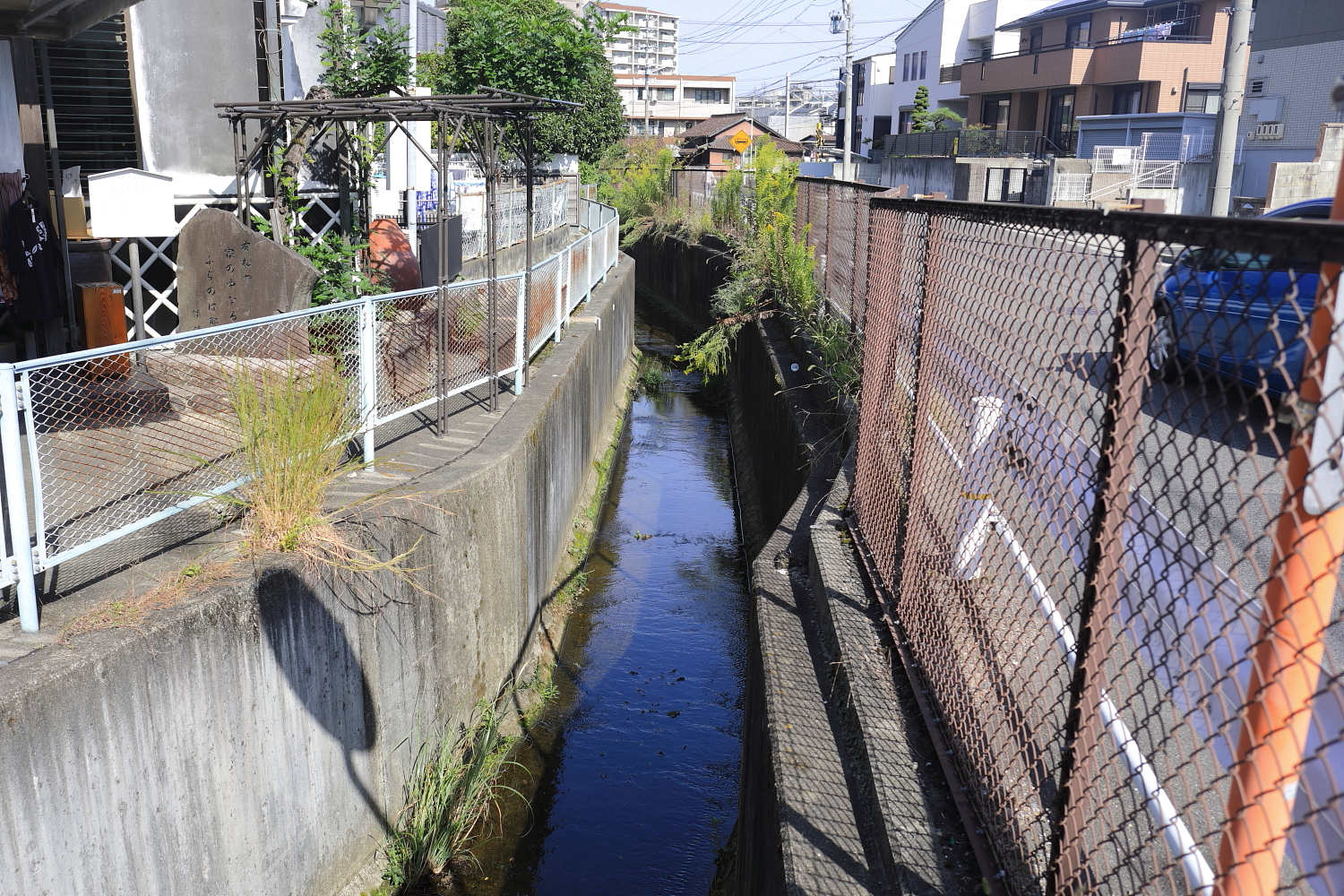
上流 （2020年10月）
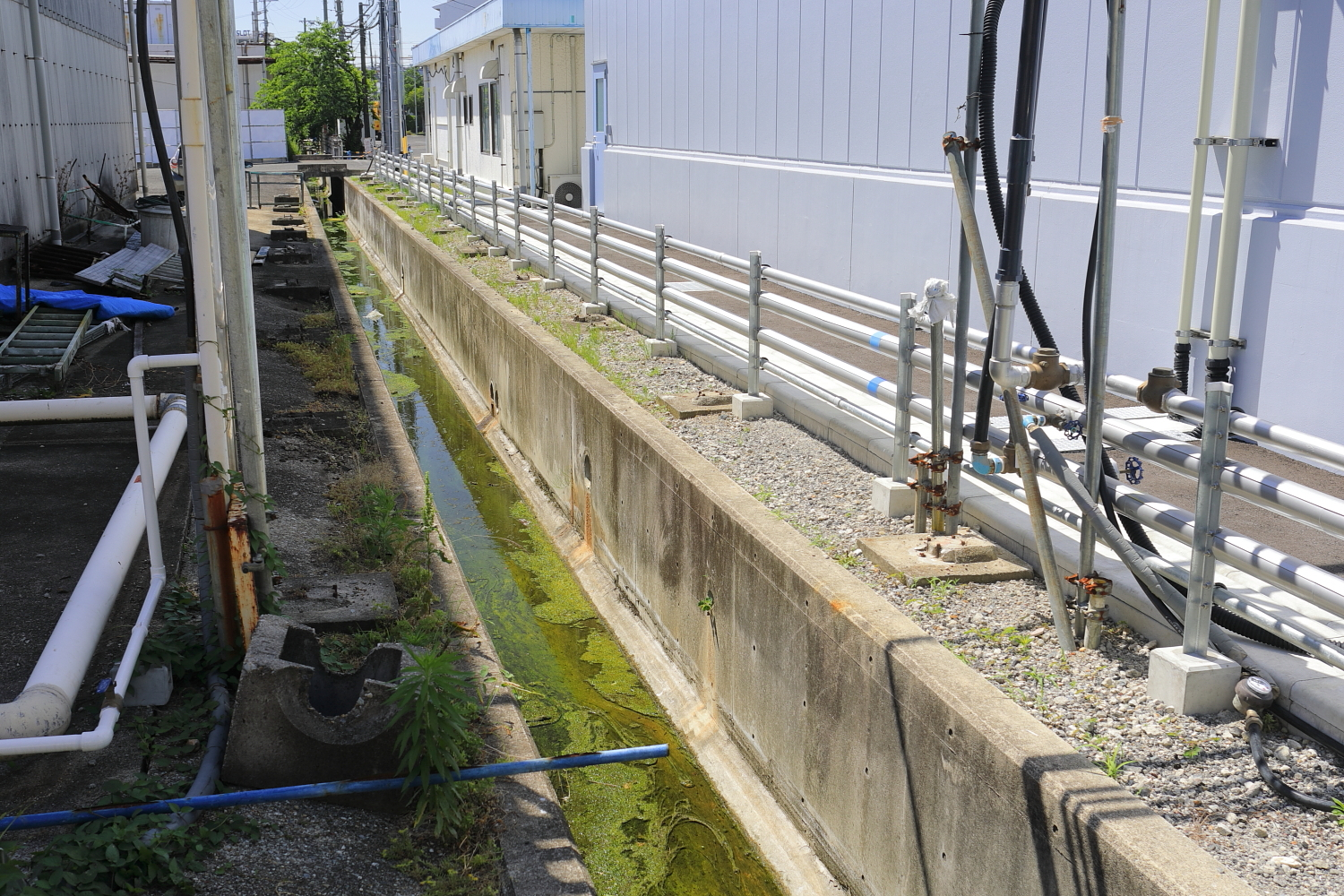
源流 （2020年10月）